# التصنيف العام للنماذج

تصنيف النماذج للعلماء اكوف وتيلر , شورلي وهاجيت ن أن التعدد في ماهية النموذج ووظيفته وشروط تطبيقه وبنائه يفترض على الإطار المرجعي الفكري أن يستوعب عددا من التصنيفات الخاصة بأنواع النماذج المتاحة للباحثين في العلوم كافة:
وهنا نجد أن اكوف وتيلر يقسم النماذج إلى ثلاثة أقسام رئيسية في النماذج الصورية lconic والنماذج القياسية التمثيلية analogue والنماذج الرمزية أو الرياضية symbolic or mathematical.
يحتوى الإطار المرجعي أنواعا أخرى من النماذج منها النماذج الوصفية descriptive والنماذج المعيارية أو التنبؤية normative or predictive ونماذج التخطيط planning.
النماذج الوصفية:وتصمم هذه النماذج لوصف حالات الظاهرة , والنماذج الوصفية الجيدة لها قيمة علمية لأنها تكشف الكثير عن تكوين البيئة المراد دراستها وتحولها إلى لغة رياضية يسهل دراستها.
وقسم شورلي وهاجيت النماذج كأنظمة إلى ثلاثة أنواع رئيسية هي النظام التمثيلي الطبيعي natural analogue system  والنظام الفيزيائي physical system ونماذج الأنظمة العامة general system , ويشمل هذا التقسيم الأنظمة والنماذج الفرعية التي تندرج تحت كل نظام وخطوات التحليل التي توفرها هذه الأنظمة للتفسير والتأويل ألاستنتاجي عن العالم الواقعي , ويتضح من هذا التقسيم أن نماذج التمثيل التاريخي والمكاني تندرج تحت نظام التمثيل الطبيعي , بينما تندرج نماذج الأجهزة والنماذج المقياسية  والرياضية تحت النظام الفيزيائي , وفي الوقت الذي تشمل الأنظمة العامة النماذج التصنيفية والجزئية وأنظمة الصناديق السوداء

## النماذج الرياضية
1. هي نماذج رمزية تمثل الواقع بأرقام وعلاقات ومعادلات وصيغ رياضية .
2. يمكن التمييز بين نوعين من النماذج الرياضية هما النماذج الحتمية, والنماذج الاحتمالية .
3. النماذج الحتمية تعتمد على النظريات التقليدية القائلة بان هناك سبباً ينجم عنه نتيجة (Cause and effect) وتتألف في الغالب من علاقات رياضية تشتق منها معادلات خاصة بطريقة المنطق الرياضي, وهذه النماذج لها خاصية هامة وهي أنها تعطي إجابة واحدة محددة في المعادلة المستخدمة ,مثال لها نماذج الجاذبية لنيوتن .
4. النماذج الاحتمالية مبنية على نظرية الاحتمالات لذا فان ما تعطيه من نتائج اقل تحديداً من سابقتها , أذا أنها تعطي مجموعة من النتائج الممكنة والمحتملة, وهذه النماذج تتلاءم مع طبيعة علم الجغرافيا حيث انه لا يوجد سبب واحد فقط ترتبط به الأشياء بل يجب أن ننظر إلى مسببات أخرى تتداخل فيما بينها , ومثال لها نموذج المحاكاة Simulation Model  الذي جاء به هيجرستراند الذي يعالج مشكلة انتقال الأفكار والاختراعات والأشخاص من منطقة إلى المناطق المجاورة .

## النماذج التجريبية  Experimental
عبارة عن تقليد لجزء من الواقع , غير أن من أهم ميزاته هو أمكانية السيطرة على المتغيرات الداخلة فيه ’ ويمكن أن نميز بين نوعين من النماذج التجريبية هما النموذج القياسي , النموذج ألنظيري.
1. النموذج القياسي Scale model:يستخدم في الميادين الطبيعية بشكل خاص . عبارة عن تقليد للظاهرة المنوي دراستها ولكن بمقياس مختلف , مثل هذا النوع من النماذج يسهل التحكم به ويمكن إيقاف اثر بعض المتغيرات وفصل بعضها عن بعض والتحكم بدراستها وتحليلها بحيث تعطى نتائج ايجابية عما يحدث في الطبيعة.
2. النموذج ألنظيري Analogue Model:يستخدم في تحليل بعض العلاقات المتشابكة الموجودة في الظاهرة المدروسة , وذلك عن طريق استخدام بعض الظواهر المصممة تجريبياً والتي يمكن الاستعانة بها لتوضيح بعض الفروض المطروحة , أن نماذج النظير تخدم فقط الأساس الذي تستند عليه الفرضيات المطروحة وهي من هذه الوجهة هامة جداً, أما فيما عدا ذلك فان نماذج النظير التجريبية محدودة الاستعمال لغيرها من النماذج.

## النماذج الطبيعية Natural Models
عبارة عن تقليد ظروف طبيعية معروفة لدي الباحث ويحولها إلى ظروف مشابهة يسهل معرفة إبعادها وتفسيرها على ضوء الظروف الطبيعية المعروفة , وهي على نوعين أساسيين هما النموذج التاريخي , والنموذج ألنظيري. 
1. النموذج الطبيعي التاريخي: عبارة عن نقل تجربة حدثت في زمان معين والنظر في إمكانية استخدامها في زمن أخر, ويشمل النموذج الطبيعي التاريخي أيضا إمكانية الاستفادة من حدوث ظاهرة معينة بكيفية معينة في مكان معين , ثم تطبيقها في مكان أخر أذا توفرت الشروط نفسها في المنطقة الثانية.
2. النموذج الطبيعي ألنظيري: عبارة عن الاستفادة من بعض الظواهر الطبيعية عن طريق معرفة أبعاده وكيفية عملها وارتباطها ببعضها البعض , في تصمم خطة عمل يمكن تطبيقها على ظاهرات أخرى مشابهة.

## النماذج البيانية Graphical Models
وهي من ابسط أنواع النماذج وتستعمل على نطاق واسع في الدراسات الجغرافية منذ زمن طويل وتأخذ أشكال عدة مثل الخرائط, الأشكال والرسوم البيانية, وهذه النماذج هي وصفية في الغالب وتتكون من تمثيل لبعض مظاهر الظاهرة المدروسة.
النماذج البيانية تكون في بعض الأحيان معيارية Normative  تظهر بصورة بيانية ما يمكن أن يطرأ على الظاهرة المدروسة من تغيرات تحت ظروف معينة.